# Вечірниця
Вечірниця (Nyctalus) — рід кажанів (Chiroptera) родини лиликових (Vespertilionidae), поширений у помірних і субтропічних районах Європи (зокрема України), Азії і Північної Америки.

## Таксономія
Рід вечірниця є близьким до роду нетопир (Pipistrellus) з Африки, Євразії, Австралії, і родів Glischropus, Scotoecus, Scotozous, Vansonia з Азії та Африки. Типовий вид роду — Nyctalus verrucosus Bowditch, 1825 (= Vespertilio leisleri Kuhl, 1817). У складі роду розрізняють такі 8 сучасних видів (за "Види ссавців світу", 2005):
- Nyctalus aviator (вечірниця східна[1]) — Китай, Північна та Південна Корея, Японія
- Nyctalus azoreum (вечірниця азорська[1]) — обмежена Азорським архіпелагом
- Nyctalus furvus (вечірниця японська[1]) — ендемік Японії
- вечірниця велетенська (Nyctalus lasiopterus) — має дуже розсіяне поширення в Центральній і Південній Європі і Північній Африці
- вечірниця мала (Nyctalus leisleri) — широко розповсюджений у Європі, також присутній у Північній Африці і розрізнено в Гімалаях
- Nyctalus montanus (вечірниця гірська[1]) — ендемік Афганістану, Індії й Непалу
- вечірниця дозірна (Nyctalus noctula) — проживає у Європі, західній і центральній Азії
- Nyctalus plancyi (вечірниця китайська[1]) — Цей вид має широке розповсюдження в Китаї, населяє Гонконг, Тайвань, знайдений у Північному Лусоні, Філіппіни

## Вечірниці в Україні

### Видовий склад
В Європі загалом й Україні зокрема мешкає три види:
- Вечірниця мала
- Вечірниця дозірна, або руда
- Вечірниця велетенська

### схожість і відмінності видів
ці три види розрізняються переважно за своїми абсолютними розмірами.
Окрім близької морфології, всі вони характеризуються низкою спільних біологічних ознак:
- вони дендрофільні (загалом є типовими мешканцями дупел в деревах)
- вони формують виводкові материнські колонії, нерізко змішані (різновидові)
- вони використовують відносно низькі частоти ультразвуку (бл. 6-22 кГц)
- вони перелітні (зимують переважно на Балканах, Кавказі й Малій Азії)
- вони уникають людських осель (є знахідки в нежитлових спорудах в час міграцій і зимівлі)